# Колбијеви (2. сезона)
Друга и последња сезона серије Колбијеви премијерно је емитована у Сједињеним Америчким Државама на каналу АБЦ од 24. септембра 1986. године до 26. марта 1987. године. Радња серије коју су створили Ричард и Естер Шапиро и Роберт и Ајлин Полок, а продуцирао Арон Спелинг, врти се око породице Колби, богате породице из Лос Анђелеса у Калифорнији.
Главне улоге у другој сезони тумаче: Чарлтон Хестон као нафтни тајкун и милионер Џејсон Колби, Џон Џејмс као женскарош Џеф Колби, Кетрин Рос као Џефова мајка Франческа, Ема Самс као Блејкова тврдоглава ћерка Фалон, Максвел Колфилд као Џејсонов син Мајлс, Трејси Скоџинс као Џејсонова старија ћерка Моника, Клер Јарлет као Џејсонова млађа ћерка Блис, Мајкл Паркс као Џејсонов брат Филип, Стефани Бичам као Џејсонова супруга Сабел, Рикардо Монталбан као тајкун Зек Пауерс и Кен Хауард као заступник породице Колби Гарет Бојдстон.

## Развој
Серија је обновљена та другу сезону. Испоставило се да је та сезона била и последња јер је имала слабу гледаност што је довело до укидања серије.

## Радња
У другој сезони, Џејсон је успео да се разведе од Сабел и почео је да размишља како да се ожени Франческом, али Филип се појавио за кога се претопстављало да је мртав. Некада у романтичној вези са Зековим сестрићом и бившим посинком, Блис се сада заљубила у руског балетана кога надгледа КГБ. син кога је Моника дала на усвајање се поново појавио у њеном животу, а Констанц и Хенри су изгинули у ваздухопловној несрећи у Индији. На крају серије, Мајлса је супруга Џенинг назвала и рекла да ће побацити, Сабел је отела Моникиног сина, Франческа је наводно погинула у несрећи са Филипом, а Фалон су саму у пустињи наводно отели ванземаљци. Испоставило се да је неизвесна судбина била и последња јер је серија касније отказана.

## Улоге
- Чарлтон Хестон као Џејсон Колби
- Џон Џејмс као Џеф Колби
- Кетрин Рос као Франческа Колби
- Ема Самс као Фалон Карингтон
- Максвел Колфилд као Мајлс Колби
- Трејси Скоџинс као Моника Колби
- Клер Јарлет као Блис Колби
- Мајкл Паркс као Филип Колби (епизоде 14-25)
- Стефани Бичам као Сабела Колби
- Рикардо Монталбан као Зек Пауерс
- Кен Хауард као Гарет Бојдстон (епизода 2)

## Епизоде
| Бр. еп. (укупно) | Бр. еп. (у сезони) | Наслов                    | Редитељ          | Сценариста                                                    | Премијера           | Гледаност у САД-у (милиони) |
| --- | ------------------ | ------------------------- | ---------------- | ------------------------------------------------------------- | ------------------- | --------------------------- |
| 25 | 1                  | "Призивање олује"         | Хари Фолк        | Вилијам Бест и Пол Хјусон                                     | 24. септембар 1986. | 16.60                       |
| Након ваздухопловне несреће, Монику је пронашао један ренџер. |                    |                           |                  |                                                               |                     |                             |
| 26 | 2                  | "Без излаза"              | Габријел Бомонт  | Синопсис: Доналд Пол Рос Сценарио: Вилијам Бест и Пол Хјусон  | 25. септембар 1986. | 10.20                       |
| Док је Сабел смишљала обрачун са Џејсоном, она је довела себе у чудан положај са Моретијем. Доминик покушава да помогне Блејку.Последња појава Гарета Бојдстона. |                    |                           |                  |                                                               |                     |                             |
| 27 | 3                  | "Џејсонов избор"          | Роберт Ширер     | Синопсис: Френк В. Фурино Сценарио: Вилијам Бест и Пол Хјусон | 2. октобар 1986.    | 10.50                       |
| Сабел је искористила децу како не би била избачена из виле. Ченинг је нешто смислила за Мајлса. Џеф и Фалон су одлучили да оду на неко време како би могли да реше своје тешкоће. Зек је запретио Џејсону. |                    |                           |                  |                                                               |                     |                             |
| 28 | 4                  | "Проводаџија"             | Хари Фолк        | Синопсис: Денис Тарнер Сценарио: Вилијам Бест и Пол Хјусон    | 16. октобар 1986.   | 9.20                        |
| Сабел је одлучна у томе да Мајлс добије свој део породичног богатства па се игра проводаџије како би то остварила. Зек је ургирао да Сабел своју борбу са Џејсоном пребаци у одбор предузећа. Моника се вратила да у предузећу "Колби". |                    |                           |                  |                                                               |                     |                             |
| 29 | 5                  | "Нешто старо, нешто ново" | Дон Медфорд      | Синопсис: Доналд Пол Рос Сценарио: Вилијам Бест и Пол Хјусон  | 23. октобар 1986.   | 10.70                       |
| Сабел и Лукас покушавају да спрече Мајлса и Ченинг да спроведу у дело свој план. Џејсону је помогао бивши сенатор око замисли да лансира нови сателит у свемир. Моники се живот усложио. |                    |                           |                  |                                                               |                     |                             |
| 30 | 6                  | "Гала"                    | Гвен Арнер       | Синопсис: Денис Тарнер Сценарио: Вилијам Бест и Пол Хјусон    | 30. октобар 1986.   | 10.00                       |
| Моника се плаши да се нешто из њене прошлости што је крила враћа да је прогони. Ченинг су убедили и Мајлс и Сабел да роди дете. Зек је посаветовао Сабел да узме место у одбору предузећа у разводу од Џејсона. |                    |                           |                  |                                                               |                     |                             |
| 31 | 7                  | "Крвне везе"              | Хари Фолк        | Синопсис: Денис Тарнер Сценарио: Вилијам Бест и Пол Хјусон    | 6. новембар 1986.   | 10.00                       |
| Сабел се умешала сину у брак и успела да открије Ченингину тајну од њега. Саша је одлучан у томе да спречи Кољу да се забавља са Блис. |                    |                           |                  |                                                               |                     |                             |
| 32 | 8                  | "Обмане"                  | Кертис Харингтон | Синопсис: Керол Саракено Сценарио: Вилијам Бест и Пол Хјусон  | 13. новембар 1986.  | 10.00                       |
| Породичне оданости су се поделила јер је Сабел изазвала тешкоће. Ана је упозорила Блис да би њена веза са Кољом могла да му угрози балетанску каријеру у Америци и врати га у Русију. Џејсон је открио да постоји кртица у предузећу. Џеф и Мајлс су се потукли на крову предузећа "Колби" приликом чега се Мајлс преврнуо преко ограде.                                                                               |                    |                           |                  |                                                               |                     |                             |
| 33 | 9                  | "А дете је четврто"       | Гвен Арнер       | Синопсис: Март Кроли Сценарио: Вилијам Бест и Пол Хјусон      | 27. новембар 1986.  | 9.90                        |
| Џеф је ухватио Мајлса да не падне са крова. Фалон је ставила свима до знања да ће сама одлучити о својој трудноћи. На имању се укључила узбуна због уљеза. Моника се повезала са Кешовим сином. |                    |                           |                  |                                                               |                     |                             |
| 34 | 10                 | "Жеља за слободом"        | Хари Фолк        | Синопсис: Денис Тарнер Сценарио: Вилијам Бест и Пол Хјусон    | 4. децембар 1986.   | 12.10                       |
| Блис се нада да Џејсон може да спречи да Кољу одведу из земље. Кад су Џеф и Фалон отишли у породичну колибу, тамо су открили неко нежељено друштво. Сабел је изненадила Зекова понуда. Адријан покушава да преко Џејсона извуче супруга из рада МОС. |                    |                           |                  |                                                               |                     |                             |
| 35 | 11                 | "Уточиште"                | Дон Медфорд      | Синопсис: Керол Саракено Сценарио: Вилијам Бест и Пол Хјусон  | 11. децембар 1986.  | 11.80                       |
| Џејсон је направио изјаву за штампу док су Кољина и Анина слобода биле у опасности. Због тога је његов рад МОС са Русима доведен у сумњу. Џефи Мајлс су присиљени да крену у акцију у колиби због нечег хитног. Ченинг је рекла како се стварно осећа у вези детета. |                    |                           |                  |                                                               |                     |                             |
| 36 | 12                 | "Допирање"                | Линда Деј        | Синопсис: Доналд Пол Рос Сценарио: Вилијам Бест и Пол Хјусон  | 18. децембар 1986.  | 10.90                       |
| Моника због свог открића има ноћне море. Џејсон се забринуо кад је добио вести о Кони која је у Индији. Коља се забринуо јер не може да добије своје у Москви. Зек је изгубио предност над Кешом. Сабел је рекла Мајлсу да ће морати да се помори са Ченинг због детета. Џеф и Мајлс су одлучили да оду у Индију и пронађу Констанц.                                                                                   |                    |                           |                  |                                                               |                     |                             |
| 37 | 13                 | "Моћни играчи"            | Хари Фолк        | Синопсис: Е. Џефри Смит Сценарио: Вилијам Бест и Пол Хјусон   | 1. јануар 1987.     | 11.90                       |
| Сабел ради Моники иза леђа како би Џејсон могао да упозна унуче. Сабел је пронашла нову плесну ортакињу за Кољу и била је на свом првом састанку са одбором у предузећу. Џејсон се суочио са оптужбом да се продао Русима. Џеф и Мајлс не могу да нађу Констанц у Индији. Џеф је звао Џејсона и рекао му страшне вести о Констанц.                                                                                     |                    |                           |                  |                                                               |                     |                             |
| 38 | 14                 | "Наследство"              | Ричард Кинон     | Синопсис: Денис Тарнер Сценарио: Вилијам Бест и Пол Хјусон    | 8. јануар 1987.     | 12.10                       |
| Џеф и Мајлс су рекли породици за Констанцину смрт и њен састанак са извесним Хојтом Паркером. У међувремену, Хојт Паркер је дошао у Лос Анђелес. Џорџина је ставила Кољину везу са Блис на испит кад је покушала да га заведе. Џејсона неко уходи.Прва појава Филипа Колбија. |                    |                           |                  |                                                               |                     |                             |
| 39 | 15                 | "Изрод"                   | Кертис Харингтон | Синопсис: Керол Саракено Сценарио: Вилијам Бест и Пол Хјусон  | 15. јануар 1987.    | 12.00                       |
| Кад је неко пуцао на Џејсона, његов телохранитељ је повређен. Фалон и Џеф су се сукобили. Кеш мора да саопшти неке тужне вести својој породици. Коља поново покушава да задобије Блисино поверење. Зек је натерао Сабел да донесе одлуку. Једна породична тајна је откривена након једног нестанка. |                    |                           |                  |                                                               |                     |                             |
| 40 | 16                 | "Потера"                  | Брус Билсон      | Синопсис: Дорис Силвертон Сценарио: Вилијам Бест и Пол Хјусон | 22. јануар 1987.    | 13.40                       |
| Након открића, породица се поново спојила. Џејсон и Франческа се спремају за скуп МОС. Једно откриће је пољуљало Блис. Коља се обратио Сабел за помоћ. Џеф је истражио прошлост Хојта Паркера док је истраживао Констанцину прошлост. Један плаћеник је запуцао на скупу МОС због чега је један живот доведен у опасност.                                                                                              |                    |                           |                  |                                                               |                     |                             |
| 41 | 17                 | "Све се руши"             | Ким Фридмен      | Синопсис: Денис Тарнер Сценарио: Вилијам Бест и Пол Хјусон    | 29. јануар 1987.    | 12.70                       |
| Упркос Адријанином противљењу, Моника је одлучила да буде уз свог човека. Један улагач је успео да задобије упориште у предузећу "Колби". |                    |                           |                  |                                                               |                     |                             |
| 42 | 18                 | "Кривац"                  | Рој Кампанела    | Синопсис: Денис Тарнер Сценарио: Вилијам Бест и Пол Хјусон    | 5. фебруар 1987.    | 13.40                       |
| После трагичне несреће на степеницама, све очи су упрте у Ченинг. Џеф се јавио на телефонски позив намењен Хојту. Сабел је ставила свој однос са Зеком на чекање. Једно дете се бори за живот на апарату за дисање док Џеф и Мајлс чекају налазе испитивања очинства. |                    |                           |                  |                                                               |                     |                             |
| 43 | 19                 | "Фалонино дете"           | Хари Фолк        | Синопсис: Френк В. Фурино Сценарио: Вилијам Бест и Пол Хјусон | 12. фебруар 1987.   | 13.00                       |
| Џејсон и Франческа смишљају свадбу. Сабел покушава да прикаже Адријан као неподобну да буде мајка како би помогла својој ћерки да добије Скота. Хојт истражује прошлост породице Колби. |                    |                           |                  |                                                               |                     |                             |
| 44 | 20                 | "Одговор на молитве"      | Роберт Ширер     | Синопсис: Доналд Пол Рос Сценарио: Вилијам Бест и Пол Хјусон  | 26. фебруар 1987.   | 12.00                       |
| Сабел покушава да предомисли Џејсона у вези са женидбом са Франческом. Франческа покушава да реши своје раније тешкоће са Сабел. Сумње и један ненајављени посетилац су угрозили свадбу. Џеф верује да је Хојт можда варалица. Франческа се онесвестила када је на свадби угледала лице из прошлости. |                    |                           |                  |                                                               |                     |                             |
| 45 | 21                 | "Повратак отписаног"      | Хари Фолк        | Синопсис: Елиот Луис Сценарио: Вилијам Бест и Пол Хјусон      | 5. март 1987.       | 11.00                       |
| Франческину оданост је ставио на испит долазак ненајављеног госта. Сабел се вратила кући. Мајлс је открио да га је Ченинг лагала. Зек је открио да је добио новог противника. КГБ је покушао да врати Кољу кући. |                    |                           |                  |                                                               |                     |                             |
| 46 | 22                 | "Ђавољи заступник"        | Роберт Ширер     | Синопсис: Март Кроли Сценарио: Вилијам Бест и Пол Хјусон      | 12. март 1987.      | 10.80                       |
| Франческа се нашла на искушењу јер је Филип ту. Након што је Сабел наставила да се опире његовом набацивању, Зек се окренуо ка неком другом. Џејсон покушава да спречи Џефа да направи грешку. Моника и Адријан су се сукобиле. |                    |                           |                  |                                                               |                     |                             |
| 47 | 23                 | "Издаје"                  | Хари Фолк        | Синопсис: Керол Саракено Сценарио: Вилијам Бест и Пол Хјусон  | 19. март 1987.      | 12.80                       |
| Џеф је приморан да проверава оданости кад је Џејсон натерао Филипа да објасни зашто је живео двоструки живот. Франческа мора да одлучи где јој лежи будућност. Због Зекове издаје, Сабел се разбеснела. Зек је пронашао новог пословног ортака. |                    |                           |                  |                                                               |                     |                             |
| 48 | 24                 | "Слепи пут"               | Ричард Кинон     | Синопсис: Доналд Пол Рос Сценарио: Вилијам Бест и Пол Хјусон  | 25. март 1987.      | 16.00                       |
| Филип је због издаје дошао у сукоб са Џејсоном и на крају су се потукли. Коља је најавио нешто током вечере. Зеков прљави посао је завршио Филип. Џеф се забринуо кад је открио да му је мајка нестала. |                    |                           |                  |                                                               |                     |                             |
| 49 | 25                 | "Раскршћа"                | Дон Медфорд      | Вилијам Бест и Пол Хјусон                                     | 26. март 1987.      | 13.60                       |
| Сабел је отела Скота Кесидија. Филип је отео Франческу, а Џејсон и Џеф су покушали да је избаве, али је због саобраћајне несреће Франческа умало погинула. Фалон је покушала сама да нађе Франки, али се изгубила у пустињи где ју је отео НЛО.Последња појава Џејсона Колбија, Џефа колбија, Франческе Колби, Фалон Карингтон, Мајлса Колбија, Монике Колби, Блис Колби, Филипа Колбија, Сабеле Колби и Зека Пауерса. |                    |                           |                  |                                                               |                     |                             |